# 韋爾迪

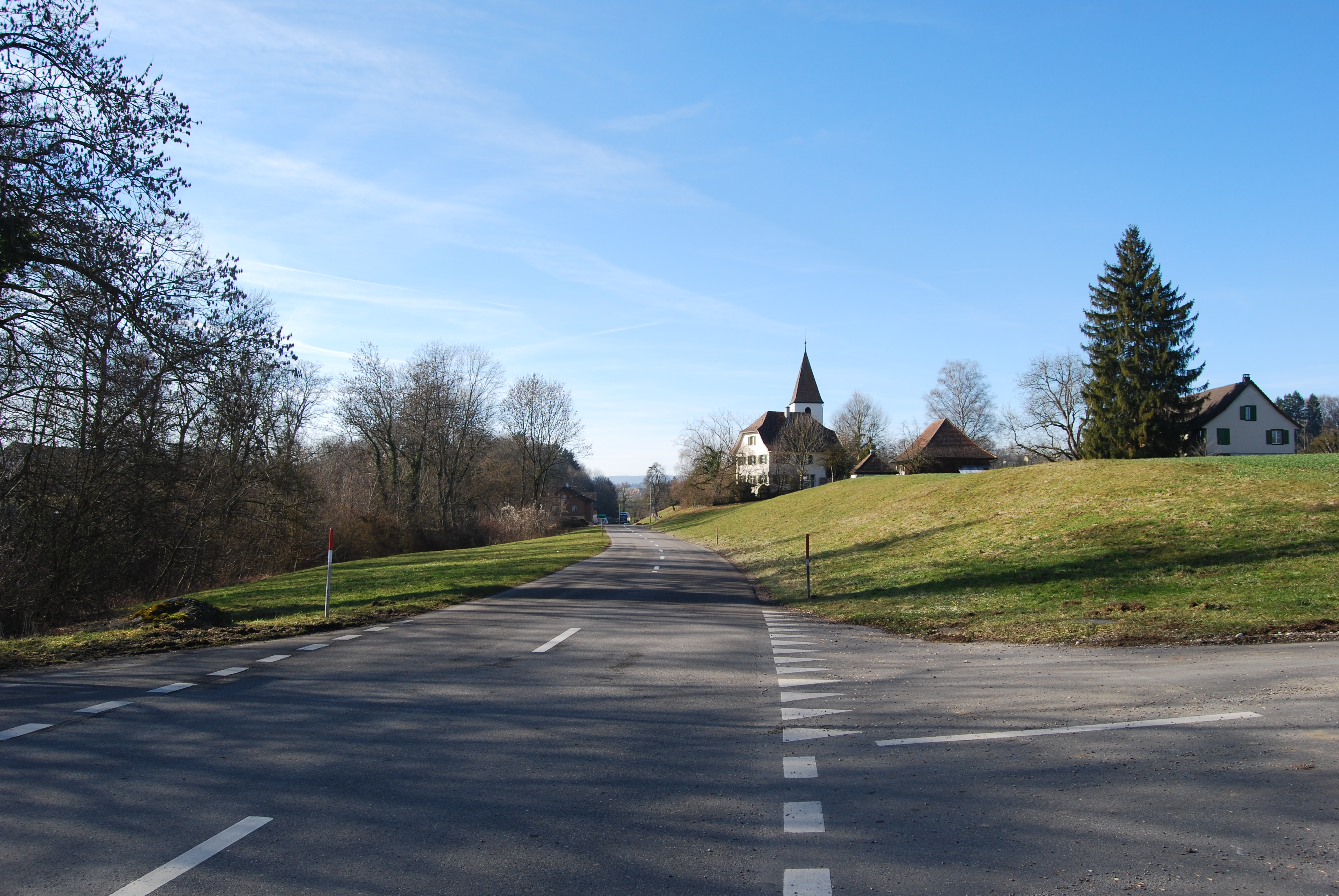

韋爾迪是瑞士的城鎮，位於該國東北部，由圖爾高州負責管轄，面積12.23平方公里，海拔高度610米，2012年人口993，六成人口信奉基督教，人口密度每平方公里81人。